# English Summer Rain
English Summer Rain è un singolo del gruppo musicale britannico Placebo, il quarto e ultimo estratto dal loro quarto album in studio Sleeping with Ghosts e pubblicato il 23 febbraio 2004.

## Descrizione
Seconda traccia di Sleeping with Ghosts dopo la strumentale Bulletproof Cupid, la versione singolo del brano differisce particolarmente da quella presente nell'album, con aggiunte di nuove parti vocali e diversi tagli delle parti suonate, specie delle tastiere.

## Video musicale
Il video ufficiale del brano, animato e diretto da Grégoire Pinard, fan sudafricano dei Placebo che per realizzarlo ha utilizzato pupazzi da lui creati e la tecnica dello stop motion, è stato scelto dal gruppo stesso per accompagnare l'uscita del singolo dopo averlo notato e apprezzato sul web.

## Tracce
CD
1. English Summer Rain (Single Version) – 3:09
2. I'll Be Yours (Version 4am) – 4:08

Enhanced CD (Europa)
1. English Summer Rain (Album Version) – 4:00
2. English Summer Rain (Ecstasy of St Theresa Remix) – 4:34
3. This Picture (Junior Sanchez Remix) – 5:57
4. English Summer Rain (Exclusive Animated Video) – 3:07

Vinile 7"
Lato A
1. English Summer Rain (Freelance Hellraiser Mix) – 3:39

Lato B
1. The Bitter End (Junior Sanchez Mix) – 4:40
2. The Ballad Of Melody Nelson – 3:56 – cover di Serge Gainsbourg

## Classifiche
| Classifica (2004) | Posizione massima |
| ----------------- | ----------------- |
| Irlanda           | 49                |
| Regno Unito       | 23                |
| Spagna            | 17                |
| Svizzera          | 98                |